# ПриМа
«ПриМа» — российская команда КВН из Курска. Основные участники — выпускники Курского государственного технического университета.

## Название
Само название образовалось из слияния названий двух факультетов «Приборостроительный» и «Машиностроительный». Идея принадлежит Михаилу Владимировичу Артеменко — декану Приборостроительного факультета.

## История в КВН
В 2001 году команда впервые попала в Первую лигу МС КВН, проходившую тогда в Рязани, где выступила успешно и дошла до полуфинала, проиграв будущим чемпионам того сезона — сборной Перми. При этом в первой игре 1/8 «Прима» обыграла команду «Самураи», которая впоследствии стала называться просто сборной РУДН и которой «Прима» проиграет финал Высшей лиги 2006. В 2002 году команда впервые попадает в гала-концерт сочинского фестиваля, по итогам которого отправляется в Высшую украинскую лигу КВН, где вылетает на стадии 1/4. В 2003 году «Прима» становится участником только что открытой Премьер-лиги. «Прима» участвует в самой первой игре лиги — первой 1/8 2003 года, где занимает последнее пятое место. В 2004 году команда возвращается в Первую лигу, проходившую в Тюмени, где доходит до финала и становится чемпионом. Но в отличие от всех прошлых чемпионов Первой лиги попадает не в Высшую лигу, а вновь в Премьер-лигу. В Премьер-лиге 2005 команда доходит до полуфинала, где занимает третье место, но тем не менее на Сочинском фестивале попадают в Высшую лигу.
Также капитан команды Александр Якушев выступил на Кубке мэра Москвы 2014 году в рамках Спецпроекта «КВНу − 53».

### Высшая Лига
В Высшей лиге провели три сезона (2006, 2007, 2009). В первых двух сезонах играли в финале, но не побеждали. В 2008 году не приняли участие в Сочинском фестивале и не выступали в официальных лигах КВН, хотя принимали участие в Юрмальском фестивале, Летнем кубке и Спецпроекте к Дню рождения КВН. В 2009 году состоялось возвращение команды в Высшую лигу, в конце этого сезона команда стала чемпионом.

## Достижения и титулы
- Полуфиналисты Первой Лиги 2001

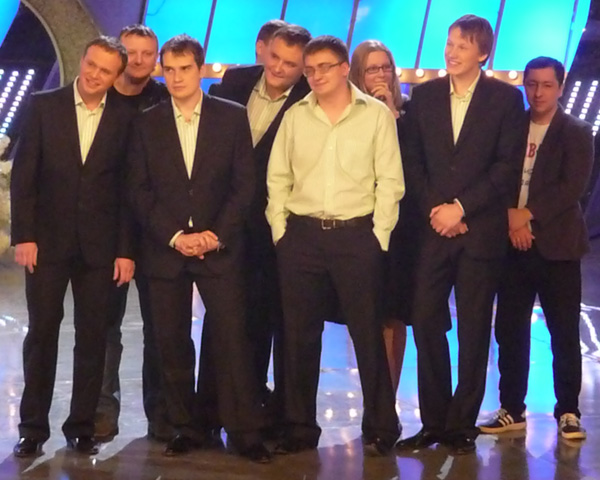
Команда КВН «ПриМа» по окончании финала победного для себя сезона 2009 года

- Четвертьфиналисты Открытой украинской лиги 2002
- Участники Премьер-Лиги 2003
- Чемпионы Первой Лиги 2004
- Полуфиналисты Премьер-Лиги 2005
- Бронза Высшей лиги КВН 2006
- Обладатели «Большого КиВиНа в светлом» Юрмальского фестиваля 2006
- Финалисты Высшей лиги КВН 2007 (4-е место)
- Обладатели «Большого КиВиНа в светлом» Юрмальского фестиваля 2007
- Обладатели «Большого КиВиНа в светлом» Юрмальского фестиваля 2008
- Чемпионы Высшей лиги КВН 2009
- Обладатели «Большого КиВиНа в золотом» Юрмальского фестиваля 2011 (в тандеме с командой «СОК»)

## Стиль команды
Команда известна по номерам с рисунками и графикой, которые комментирует капитан Александр Якушев. Один из участников команды, Антон Васильев (Сасин), делает пародии на Дмитрия Медведева. Иногда Якушев выступает с пародийными баснями, а их слушает либо Антон Васильев, либо Дмитрий Колчин (выступления на Летних кубках с командой СОК).

## Состав команды
- Александр Якушев — капитан, актёр, автор
- Антон Васильев (Сасин) — актёр
- Владимир Тарарыкин — актёр, автор, директор
- Алексей Агарков — актёр
- Александр (Толик) Кравцов — актёр
- Денис Синяев — актёр
- Алексей Жиленков — автор
- Андрей Болохонцев — звукооператор
- Александр Волобуев — актёр
- Сергей Рейх — экс-капитан, основатель команды
- Александр Добин — автор команды на ранних этапах (ныне автожурналист)

Участник команды Алексей Агарков ранее выступал за курскую команду КВН «Служебный вход», которая выступала в Высшей лиге в 1997—1998 годах. Другой участник команды — Александр Волобуев, играет также за команду из Курска «Сборная старого города», которая участвовала в Премьер-лиге 2009.

## ПостКВН
Александр Якушев — продюсер, сценарист и постоянный участник шоу «Большой вопрос», выходившего на телеканале СТС в 2014—2015 годах. Сценарист сериала «Нереальная история» (2011—2013) и креативный продюсер шоу «Русские не смеются» (2019) на СТС. Соведущий Вадима Галыгина в шоу «Время Г», выходившем на телеканале НТВ в 2015 году. Кроме этого, Якушев активно работает автором для различных команд КВН. В 2021—2022 годах принял участие в проекте «Игра» на ТНТ и первом сезоне его перезапуска «Концерты» в составе коллектива «Сборная Нулевых» вместе с представителями других команд КВН: Андреем Мининым («Максимум»), Дмитрием Кожомой и Иваном Пышненко («Станция Спортивная»), Кириллом Рубаненко («Полиграф Полиграфыч»), Артёмом Филимоновым («Будка гласности») и Павлом Дедищевым («Сборная провинциальных городов»). После первого эфира многие зрители отметили кардинальные перемены во внешности Александра.
Владимир Тарарыкин — сценарист сериала «Нереальная история» (2011—2013), креативный продюсер и сценарист «Между нами шоу» (оба проекта выходили на СТС), директор и редактор лиги КВН «Юго-западная лига». С 2019 по 2021 год являлся редактором Первой лиги КВН, а с 2021 по 2022 год — редактором Высшей лиги. Также выступает в качестве куратора и автора различных команд КВН.
Антон Сасин неоднократно появлялся на сцене КВН и других юмористических передач в роли Дмитрия Медведева, в этом же образе появился в фильме Сарика Андреасяна «Беременный» (2011). В 2019 году оказался в центре скандала, когда из-за видео на Youtube-канале комика на него подал жалобу в Следственный комитет помощник экс-губернатора и на тот момент действующего сенатора от Курской области Александра Михайлова. Дело в итоге не было возбуждено.
Александр Волобуев — певец, солист музыкальной группы «Ваши Краши». В марте 2024 года дебютировал как резидент в шоу «Comedy Club» на телеканале «ТНТ».